# Ban Công
Ban Công là một xã thuộc huyện Bá Thước, tỉnh Thanh Hóa, Việt Nam.
Xã Ban Công có diện tích 43,89 km², dân số năm 1999 là 6319 người, mật độ dân số đạt 144 người/km².

## Địa giới hành chính
Xã Ban Công nằm ở phía tây bắc của huyện Bá Thước, thuộc tả ngạn sông Mã.
- Phía đông giáp xã Hạ Trung và thị trấn Cành Nàng, huyện Bá Thước.
- Phía nam giáp các Thiết Ống, Thiết Kế, thị trấn Cành Nàng, huyện Bá Thước và xã Phú Nghiêm, huyện Quan Hóa.
- Phía tây giáp xã Phú Nghiêm, huyện Quan Hóa.
- Phía bắc giáp các xã Thành Lâm, Lũng Niêm và Cổ Lũng, huyện Bá Thước.

## Lịch sử hành chính
Xã Ban Công còn được gọi là Mường Lau, vào thời Lê-Nguyễn là vùng đất thuộc huyện Cẩm Thủy, phủ Thiệu Thiên, Thanh Hóa. Đến năm Thành Thái thứ 14 (1902), thuộc tổng Cổ Lũng, châu Quan Hóa. Vào năm Khải Định thứ 10 (1925), tổng Cổ Lũng chuyển về châu Tân Hóa mới thành lập. Năm 1943, tổng Cổ Lũng nhập với tổng Thiết Ống thành một bang của châu Quan Hóa. Sau Cách mạng tháng Tám (1945), tổng Cổ Lũng thuộc châu Tân Hóa mới tái lập, đến tháng 11 năm 1945, châu Tân Hóa đổi thành châu Bá Thước theo tên của thủ lĩnh Cầm Bá Thước trong phong trào Cần vương.
Tháng 3 năm 1948, châu Bá Thước đổi thành huyện Bá Thước, xã Ban Công là một trong bảy xã thuộc huyện Bá Thước.
Xã Ban Công hiện gồm các làng: Cả, Hán, Suôi Lôi, Sát, Ba, Nghìa, Chiềng Lau và Tôm.

## Giao thông
Xã Ban Công có quốc lộ 15C chạy qua.

## Du lịch
Xã Ban Công nằm trong Khu bảo tồn thiên nhiên Pù Luông.